# Sotinski breg
Sotinski breg (nemško Stadelberg, tudi Stadlberg) ali Kugla  je 418 m visok hrib na Goričkem na meji med Slovenijo in Avstrijo. Predstavlja najvišjo vzpetino Prekmurja in Pomurja, kot tudi avstrijskega okraja Ženavci, in ga Slovenci včasih imenujejo »Triglav Prekmurja«.

## Lega in okolica
Sotinski breg leži na obeh straneh meje v občinah Rogašovci in Dobra (Neuhaus am Klausenbach) med mejnim trikotnikom Štajerska/Gradiščanska/Slovenija na jugozahodu in mejnim trikotnikom Avstrija/Madžarska/Slovenija na severovzhodu. Najvišja točka je na slovenskih tleh, triangulacijska točka na avstrijski strani meri 417 m. Na jugozahodu Ledavska globel loči vzpetino od Serdiškega brega (416 m). Večinoma gozdnato severozahodno pobočje se spušča do Leinerjevega grabna (Klausenbach), ki je poseljeno in kmetijsko obdelano jugovzhodno pobočje do doline Sotine. Okoli 1 km severovzhodno od vzpetine je Bonisna, najbližje naseljeno območje. Hrib je del trilateralnega naravnega parka Raab-Őrség-Goričko .

## Geologija in geomorfologija
Sotinski breg, ki se nahaja na vzhodnem robu Graškega gričevja, je geološka in morfološka posebnost, saj je v nasprotju s svojim terciarnim okoljem sestavljen iz veliko starejših paleozojskih skrilavcev, ki pripadajo skupini Sausal.  Geološko okno  vključuje tudi sosednji Serdiški breg. V badenu in spodnjem sarmatiju so na vremenske vplive odporne skrilaste gore štrlele kot otoki iz Paratetide.
V soteski Ledave dosegajo pobočja strmine do 38°, kar je za skrilavec nenavadno. Tam je že od poznih osemdesetih let dvajsetega stoletja kamnolom, ki ga upravlja podjetje SGP Pomgrad, ki letno proizvede okoli 55.000 m³ izkopanega materiala. Skrilavci, ki vsebujejo filit in pridejo v stik z miocenskimi sedimenti, se kopljejo in uporabljajo na primer pri gradnji cest. Prevladuje metamorfni diabaz, ki pripada geotektonski enoti Centralnih Alp. Poleg tega se v do 10 cm debelih kremenovih posodah  pojavljajo albit in sljuda ter kristali pirita in muskovita. V levem (severnem) delu kamnoloma so dolomitni elementi prekriti z limonitom in vsebujejo drobne primesi getita.

## Meteorologija
Novembra 2006 je bila na pobudo Janka Halba, direktorja Krajinskega parka Goričko, na Sotinskem bregu zgrajena popolnoma avtomatska meteorološka merilna postaja . S širitvijo merilne mreže naj bi Prekmurje in predvsem Goričko postalo neodvisno od avstrijskih in madžarskih vremenskih napovedi. Vremenska koča in vetrovnik od konca decembra 2006 beležita meteorološke podatke za Agencijo Republike Slovenije za okolje (ARSO).

## Galerija slik
- Kažipot v Sotini
- Kamnolom Sotina z jugovzhoda
- vršna plošča
- Razglednica in zvonik
- Plastični bik "Adam"
- Pogled na Stradner Kogel
- Kažipot na planoti